# Chiyoda (Gunma)
Chiyoda (jap. 千代田町 Chiyoda-machi) – miasto w Japonii, na wyspie Honsiu, w prefekturze Gunma. Według danych na rok 2020 miejscowość zamieszkiwało 10 861 mieszkańców , a gęstość zaludnienia wyniosła 499,8 os./km².